# Récession de 1973-1975
 (septembre 2020).
Si vous disposez d'ouvrages ou d'articles de référence ou si vous connaissez des sites web de qualité traitant du thème abordé ici, merci de compléter l'article en donnant les références utiles à sa vérifiabilité et en les liant à la section « Notes et références ».
La récession de 1973-1975 ou récession des années 1970 a été une période de stagnation économique dans une grande partie du monde occidental pendant les années 1970, mettant fin à l'expansion économique globale de l'après-guerre. Elle se distinguait de nombreuses récessions précédentes par une stagflation, où un taux de chômage élevé et une forte inflation existaient simultanément. 

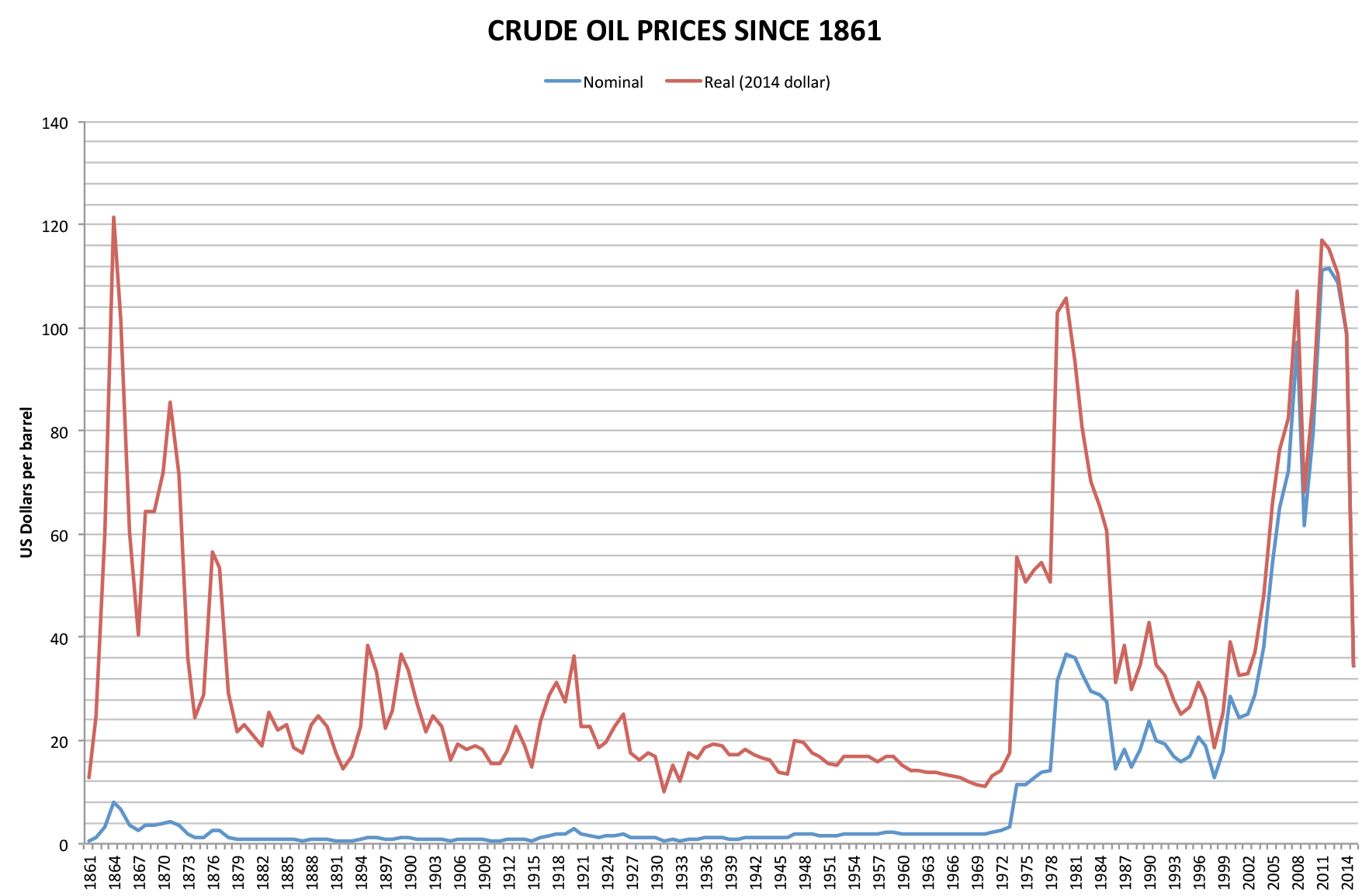
Prix du pétrole en USD, 1861-2015 (1861-1944 moyenne du pétrole brut américain, 1945-1983 Arabian Light, 1984-2015 Brent). Ligne rouge ajustée pour l'inflation, ligne bleue non ajustée.

## Reprise économique
Aux États-Unis, la reprise économique qui a suivi la récession de 1973 à 1975 présentait bon nombre des caractéristiques d'une reprise typique de type U. Le PNB (la mesure de l'époque) a atteint et dépassé son niveau d'avant la récession dès le premier trimestre 1976. La production industrielle avait retrouvé son niveau d'avant la récession à la fin de 1976.
L'influence majeure de l'expérience de la récession de 1974 s'est manifestée sous la forme du concept de stagflation, c'est-à-dire d'inflation en période de récession. La Réserve fédérale a donc ajusté son mandat, estimant que le compromis inflation-chômage était beaucoup plus élevé qu'on ne le pensait auparavant, et a fixé un objectif de 6 % de plein emploi. Ainsi, le chômage, qui avait atteint un pic de 9 % en mai 1975, n'est descendu en dessous de 6 % qu'en juin 1978. Le niveau de chômage de 4,6 % d'avant la récession de 1974 n'a été retrouvé qu'en novembre 1997, lorsque la Réserve fédérale s'est écartée de sa politique antérieure.
L'interprétation concernant la cause de la stagflation était et continue d'être controversée. L'embargo pétrolier de 1973-74, qui a fait passer le prix du pétrole de 15 à 45 dollars le baril (dollars de 2010) presque du jour au lendemain, a certainement contribué aux mesures inflationnistes durant cette période, en prenant une part plus importante des revenus (une "taxe pétrolière") à une époque de baisse des dépenses de consommation. Le prix des produits pétroliers a continué à augmenter tout au long de la décennie, atteignant un pic d'environ 73 dollars le baril (dollars de 2010) en 1979 à la suite de la révolution iranienne, un prix qui n'a été dépassé qu'en 2008 à la suite des bouleversements dus à la guerre en Irak. 